# Panton Makmur (Manggeng)
Panton Makmur is een bestuurslaag in het regentschap Aceh Barat Daya van de provincie Atjeh, Indonesië. Panton Makmur telt 454 inwoners (volkstelling 2010).